# بي إتش تيليكوم
بي إتش تيليكوم (الاسم الأصلي: BH Telecom) هي شركة اتصالات بوسنية يقع مقرها الرئيسي في سراييفو، البوسنة والهرسك

## وصلة خارجية
- الموقع الرسمي